# محمود نور
محمود نور (بالصومالية: Maxamuud Nuur) ، (بالإنجليزية: Mohamud Noor) هو سياسي أمريكي يخدم في مجلس النواب بولاية مينيسوتا منذ عام 2019. عضو في حزب العمال الديمقراطي-الفلاحي (دي أف أل) ، يمثل نور منطقة 60 ب ، التي تضم أجزاء من مدينة مينيابوليس في مقاطعة هينيبين. 

## النشأة وتعليمه ومسيرته المهنية
ولد محمود نور عام 1978 في الصومال, بعد اندلاع الحرب الأهلية ، طلب هو وعائلته اللجوء في كينيا, في عام 1999 هاجروا إلى الولايات المتحدة ، واستقروا في مينيسوتا. 
حصل محمود على بكالوريوس في علوم الكمبيوتر من جامعة ولاية متروبوليتان.  كان مدير النظام في إدارة الخدمات الإنسانية في مينيسوتا. 
كان محمود المدير السابق لاتحاد الجالية الصومالية في مينيسوتا ، وهي منظمة غير حكومية مقرها مينيابوليس تخدم المهاجرين.   في هذا الدور ، دعا إلى تمويل برامج الشباب الصومالي ، وبرامج مهارات العمل ، وبرامج رعاية الأطفال ، وخدمات الصحة العقلية.   وانتقد الجمهوريين ودونالد ترامب لتصاعد المشاعر المعادية للإسلام في عام 2016 ، وأثنى على الرئيس باراك أوباما لزيارته مسجدًا والتحدث علانية لدعم الأمريكيين المسلمين. 

## حملاته المحلية السابقة

### عضو مجلس إدارة مدرسة مينيابوليس العامة
في عام 2010 ، ترشح محمود لشغل مقعد في مجلس إدارة مدارس مينيابوليس العامة ، وحصلت على المركز الخامس.  في ديسمبر 2013 ، تم تعيينه في مجلس إدارة مدرسة مينيابوليس ، بفوزه ضد أوباح جامع بأغلبية 5-3 أصوات بعد وفاة حسين زماتر.  استقال من مجلس إدارة المدرسة للترشح لمجلس النواب في مينيسوتا في 2014. 

### ترشحه لمقعد مجلس الشيوخ في مينيسوتا
في عام 2011 ، خسر محمود أمام كاري دزيدزيتش في انتخابات أولية خاصة في الدوري الألماني للحصول على مقعد مفتوح في مجلس الشيوخ في مينيسوتا تم إنشاؤه من خلال تقاعد شاغل الوظيفة لاري بوجيميلر الذي شغل منصب شاغل لتسعة فترات. 

### الحي 6 من مجلس مدينة مينيابوليس
في عام 2017 ، تحدى محمودالرئيس الحالي عبدي ورسامي في مجلس المدينة في مينيابوليس الحي 6.  قال إنه "مخيب للغاية" من عمل عبدي وارسامي في المجلس وأنه سيركز على الوظائف والإسكان وإصلاح الشرطة ، وسيتواصل مع الناخبين أكثر من عبدي وارسامي. في مؤتمر حزب مينيسوتا الديمقراطي والمزارع والعمل في حي 6 ، فاز عبدي وارسامي بأكبر عدد من المندوبين ، وانضم نور إلى منافس آخر ، فلين فورسلوند ، في طلب استبعاد نتائج التجمع. انسحب محمود من اتفاقية المصادقة ، مشيرة إلى "وجود خطر محتمل على سلامة المشاركين". 
في شهر سبتمبر ، صادق محمود ورئيس البلدية بيتسي هودجز على بعضهما البعض.  كما تم أيده من قبل المشرعين بالولاية إلهان عمر ، وكارين كلارك ، وريموند دهن ، وجيم دافي ، وسكوت ديبل ، وباتريشيا توريس راي. 
خسر محمود أمام وارسامي في نوفمبر واتهم حملة وارسامي بانتهاك يوم الانتخابات وقوانين الحملة.  وقال إنه "سيكافح من أجل التأكد من عد كل صوت ، والتحقيق الكامل في المخالفات العديدة التي تم الإبلاغ عنها".  طلب محمود إعادة حساب "تقديري" مدفوعة من أمواله الخاصة.  بعد أن ترك إعادة الفرز النتيجة دون تغيير ، سحب محامي محمود الطعن ، لكن محمود رفع دعوى شخصية تطلب من القاضي إبطال الانتخابات.  وزعم أن لديه أدلة على أن "ما لا يقل عن 100 شخص قد صوتوا في انتخاباتنا ولا يعيشون في الحيّ 6".  رفض قاضٍ في مقاطعة هينيبين الدعوى في ديسمبر من عام 2017. 

## مجلس النواب مينيسوتا
تم انتخاب محمود لعضوية مجلس النواب في مينيسوتا في عام 2018 وأعيد انتخابه كل عامين منذ ذلك الحين.  ترشح لأول مرة في عام 2014 ، حيث تحدى دون جدوى شاغل الوظيفة 21 فترة في فيليس كاهن في دوري دي أف أل الابتدائي.  في عام 2016 ، تحدّى محمود كاهن مرة أخرى ، وكذلك إلهان عمر. انتهى مؤتمر دي أف أل بدون تأييد ، لكن إلهان هزمت كلاً من كاهن ومحمود في الانتخابات التمهيدية لـ دي أف أل وفازت في الانتخابات العامة.   في عام 2018 ، ترشحت محمود للمقعد مرة أخرى ، بعد أن أعلنت إلهان أنها لن تسعى إلى إعادة انتخابها من أجل الترشح لدائرة الكونغرس الخامسة في مينيسوتا.  فاز محمود في كل من الانتخابات التمهيدية والعامة.
شغل محمود منصب رئيس لجنة تمويل الخدمات البشرية منذ عام 2023 وهو أيضًا عضو في سياسات وسياسات التعليم العالي ، وسياسة الخدمات الإنسانية ، ولجان الطرق والوسائل. ترأس لجنة تمويل وسياسات القوى العاملة وتطوير الأعمال من 2021 إلى 2022 ، وكان نائب رئيس لجنة تمويل الوظائف والتنمية الاقتصادية من 2019 إلى 2020. 

### مواقفه السياسية
دعا محمود الهيئة التشريعية إلى معالجة التفاوتات العرقية في الرعاية الصحية والتعليم والبطالة والإسكان. وأيد الجهود المبذولة لتمرير قانون رخص القيادة للجميع ، الذي يسمح للمهاجرين غير المصرح لهم في الولاية بالحصول على رخصة القيادة ، واصفا إياها بـ "الالتزام الأخلاقي".
وانتقد محمود الرئيس دونالد ترامب لخطابه المناهض للصومال ومنشوراته على وسائل التواصل الاجتماعي قبل زيارة 2018. ودافع عن سلفه إلهان عمر ، بشأن هجمات ترامب والمحافظين ، وشبهها بمزاعم أن الرئيس باراك أوباما لم يولد في الولايات المتحدة.
| الحزب       | الحزب                                | المرشح           | الأصوات | %      |
| ----------- | ------------------------------------ | ---------------- | ------- | ------ |
|             | [[{{{حزب سياسي}}}\|{{{حزب سياسي}}}]] | ريتشارد مامين    | 12٬699  | 21.69  |
|             | [[{{{حزب سياسي}}}\|{{{حزب سياسي}}}]] | ريبيكا جاجنون    | 8٬449   | 14.43  |
|             | [[{{{حزب سياسي}}}\|{{{حزب سياسي}}}]] | تشاندا سميث بيكر | 8٬296   | 14.17  |
|             | [[{{{حزب سياسي}}}\|{{{حزب سياسي}}}]] | تي ويليامز       | 7٬313   | 12.49  |
|             | [[{{{حزب سياسي}}}\|{{{حزب سياسي}}}]] | محمود نور        | 6٬222   | 10.63  |
|             | [[{{{حزب سياسي}}}\|{{{حزب سياسي}}}]] | شيرلين لاشابيل   | 4٬559   | 7.79   |
|             | [[{{{حزب سياسي}}}\|{{{حزب سياسي}}}]] | دوغ مان          | 3٬941   | 6.73   |
|             | [[{{{حزب سياسي}}}\|{{{حزب سياسي}}}]] | جيمس ايفرت       | 3٬194   | 5.45   |
|             | [[{{{حزب سياسي}}}\|{{{حزب سياسي}}}]] | ستيفن سي لاسي    | 2٬625   | 4.48   |
|             | [[{{{حزب سياسي}}}\|{{{حزب سياسي}}}]] | ري (ديك) فيلنر   | 1٬261   | 2.15   |
| Total votes | Total votes                          | Total votes      | 58٬559  | 100.00 |

| الحزب       | الحزب                                           | المرشح                     | الأصوات | %      |
| ----------- | ----------------------------------------------- | -------------------------- | ------- | ------ |
|             | خطأ: لا توجد وحدة بهذا الاسم "Political party". | كاري دزيدزيتش [الإنجليزية] | 1٬965   | 32.11  |
|             | [[{{{حزب سياسي}}}\|{{{حزب سياسي}}}]]            | محمود نور                  | 1٬626   | 26.57  |
|             | [[{{{حزب سياسي}}}\|{{{حزب سياسي}}}]]            | بيتر واجينيوس              | 1٬089   | 17.80  |
|             | [[{{{حزب سياسي}}}\|{{{حزب سياسي}}}]]            | بول أوسترو                 | 792     | 12.94  |
|             | [[{{{حزب سياسي}}}\|{{{حزب سياسي}}}]]            | جاكوب فراي                 | 473     | 7.73   |
|             | [[{{{حزب سياسي}}}\|{{{حزب سياسي}}}]]            | اليسيا فروش                | 36      | 0.59   |
| Total votes | Total votes                                     | Total votes                | 5٬981   | 100.00 |

| الحزب       | الحزب                                           | المرشح                   | الأصوات | %      |
| ----------- | ----------------------------------------------- | ------------------------ | ------- | ------ |
|             | خطأ: لا توجد وحدة بهذا الاسم "Political party". | Phyllis Kahn (incumbent) | 2٬332   | 54.47  |
|             | [[{{{حزب سياسي}}}\|{{{حزب سياسي}}}]]            | Mohamud Noor             | 1٬949   | 45.53  |
| Total votes | Total votes                                     | Total votes              | 4٬281   | 100.00 |

| الحزب       | الحزب                                           | المرشح                   | الأصوات | %      |
| ----------- | ----------------------------------------------- | ------------------------ | ------- | ------ |
|             | خطأ: لا توجد وحدة بهذا الاسم "Political party". | إلهان عمر                | 2٬404   | 40.97  |
|             | [[{{{حزب سياسي}}}\|{{{حزب سياسي}}}]]            | Mohamud Noor             | 1٬738   | 29.62  |
|             | [[{{{حزب سياسي}}}\|{{{حزب سياسي}}}]]            | Phyllis Kahn (incumbent) | 1٬726   | 29.62  |
| Total votes | Total votes                                     | Total votes              | 4٬281   | 100.00 |

| الحزب       | الحزب                                           | المرشح           | الأصوات | %      |
| ----------- | ----------------------------------------------- | ---------------- | ------- | ------ |
|             | خطأ: لا توجد وحدة بهذا الاسم "Political party". | Mohamud Noor     | 2٬909   | 39.73  |
|             | [[{{{حزب سياسي}}}\|{{{حزب سياسي}}}]]            | Peter Wagenius   | 2٬076   | 28.35  |
|             | [[{{{حزب سياسي}}}\|{{{حزب سياسي}}}]]            | Cordelia Pierson | 1٬287   | 17.58  |
|             | [[{{{حزب سياسي}}}\|{{{حزب سياسي}}}]]            | Haaris Pasha     | 374     | 5.11   |
|             | [[{{{حزب سياسي}}}\|{{{حزب سياسي}}}]]            | Joshua Preston   | 335     | 4.58   |
|             | [[{{{حزب سياسي}}}\|{{{حزب سياسي}}}]]            | Mary Mellen      | 257     | 3.51   |
|             | [[{{{حزب سياسي}}}\|{{{حزب سياسي}}}]]            | Angelo Jaramillo | 84      | 1.15   |
| Total votes | Total votes                                     | Total votes      | 7٬332   | 100.00 |

قالب:Election box write-in with party link no changeقالب:Election box hold with party link no change
| الحزب       | الحزب                                           | المرشح        | الأصوات | %      |
| ----------- | ----------------------------------------------- | ------------- | ------- | ------ |
|             | خطأ: لا توجد وحدة بهذا الاسم "Political party". | Mohamud Noor  | 16٬440  | 86.26  |
|             | [[{{{حزب سياسي}}}\|{{{حزب سياسي}}}]]            | Joseph Patiño | 2٬552   | 13.39  |
| Total votes | Total votes                                     | Total votes   | 19٬059  | 100.00 |

قالب:Election box write-in with party link no changeقالب:Election box hold with party link no change
| الحزب       | الحزب                                           | المرشح                   | الأصوات | %      |
| ----------- | ----------------------------------------------- | ------------------------ | ------- | ------ |
|             | خطأ: لا توجد وحدة بهذا الاسم "Political party". | Mohamud Noor (incumbent) | 9٬039   | 98.74  |
| Total votes | Total votes                                     | Total votes              | 9٬154   | 100.00 |

## حياته الشخصية
محمود مسلم. متزوج من فرحية ديل ولديهما أربعة أطفال.   تعيش الأسرة في حي سيدار ريفرسايد في مينيابوليس.

## روابط خارجية
- محمود نور في مينيسوتا المشرعين في الماضي والحاضر
- الموقع الرسمي لمجلس النواب

- الموقع الرسمي لمجلس النواب لمينيسوتا